# Prix de Provence
Prix de Provence är ett travlopp för 5-7-åriga varmblodstravare som körs på Vincennesbanan i Paris i Frankrike i slutet av augusti varje år. Det är ett Grupp 3-lopp, det vill säga ett lopp av tredje högsta internationella klass. Loppet körs över distansen 2700 meter. Förstapris är 40 500 euro.

## Vinnare
| År   | Häst               | Kusk                    | Tränare                 | Tid    |
| ---- | ------------------ | ----------------------- | ----------------------- | ------ |
| 2024 | Hymne du Gers      | Nicolas Bazire          | Jean-Michel Bazire      | 1.12,6 |
| 2023 | Impressionist      | Éric Raffin             | Louis Baudron           | 1.12,6 |
| 2022 | Free Man           | Alexandre Abrivard      | Laurent-Claude Abrivard | 1.13,5 |
| 2021 | Ampia Mede SM      | Franck Nivard           | Fabrice Souloy          | 1.13,3 |
| 2020 | Dayana Berry       | Jean-Michel Bazire      | Jean-Michel Bazire      | 1.12,4 |
| 2019 | Classic Connection | Jean-Pierre Dubois      | Yves Boireau            | 1.13,0 |
| 2018 | Direct Way         | Anthony Barrier         | Philippe Allaire        | 1.13,9 |
| 2017 | Attacus            | Éric Raffin             | Sébastien Guarato       | 1.13,2 |
| 2016 | Bugsy Malone       | Yoann Lebourgeois       | Philippe Allaire        | 1.11,9 |
| 2015 | Lionel N.O.        | Franck Nivard           | Fabrice Souloy          | 1.12,9 |
| 2014 | Repay Merci        | Jean-Michel Bazire      | Fabrice Souloy          | 1.13,7 |
| 2013 | Olmo Holz          | Christophe Martens      | Vincent Martens         | 1.13,8 |
| 2012 | Moses Rob          | Thomas Levesque         | Mike Lenders            | 1.15,4 |
| 2011 | Real de Lou        | Laurent Claude Abrivard | Laurent Claude Abrivard | 1.14,0 |
| 2010 | Rapide Lebel       | Éric Raffin             | Sébastien Guarato       | 1.12,4 |
| 2009 | Quoumba de Guez    | Jean-Michel Bazire      | Jean-Michel Bazire      | 1.15,0 |
| 2008 | Jodas Julia        | Dominiek Locqueneux     | Catarina Lundström      | 1.16,2 |